# Rai Italia
RAI Italia — міжнародний телеканал компанії RAI Internazionale італійського громадського телемовлення.
RAI Italia почала свою роботу у перший день Нового 1992 року як RAI Internazionale. Працює за згодою з урядом з метою висвітлювати події країни за допомогою теле- та радіомовлення. RAI також прагне задовольнити інформаційну потребу італійської громади за кордоном.
Канал поєднує новини, аналітику, бесіди-дискусії, драми та документальні фільми а також окремо приділяє увагу спортивній тематиці, зокрема транслює 4 прямих ефірів матчів на тиждень.
RAI Italia орієнтована на італійських емігрантів, які цікавляться життям рідної країни, іноземних громадян італійського походження та іноземців, яких цікавить італійська мова та культура. Телеканал об'єднує найкращі програми всіх каналів, що входять до складу RAI та випускає свої оригінальні телепередачі, створені безпосередньо для RAI Italia.
Передача сигналу RAI здійснюється трьома каналами через супутник, якість трансляції змінюється залежно від географії розташування. Супутникова зона була організована у 3 центри, кожна з яких локалізована. Перша здійснює трансляцію в Північну та Південну Америку, друга — в Австралію, третя — в Азію та Африку. У Європі RAI Italia не транслюється. Впродовж короткого періоду цей канал транслювався разом з RAI Med (арабським розважальним каналом), проте зараз трансляція припинена.
З 2005 року був отриманий дозвіл RAI Italia на мовлення в Канаді після кількарічних перемовин та суперечок.
RAI стала однією з 23 країн-засновниць European Broadcasting Union.
Канал змінив 5 логотипів за час існування. Теперішній — вже шостий.